# فرانسوا بيير أليب
ماري فرانسوا جول أليب  (بالفرنسية: François Pierre-Alype)‏ (بالفرنسية فرانسوا بيير أليب). عرف باسم فرانسوا بييرـ أليب: مسؤول استعماري فرنسي.

## حياته
ولد بييرـ أليب في جزيرة ريونيون بتاريخ 11 نيسان 1886، ومات في مدينة سورأسين الفرنسية بتاريخ 5 شباط 1956. عمل في الإدارة الاستعمارية الفرنسية، ووزارة الداخلية، والصحافة.

### عمله في الإدارة الاستعمارية الفرنسية
كانت بداية عمله في الإدارة الاستعمارية عام 1906 كمدير مكتب حاكم جزيرة ريونيون، وفي عام 1908 عمل في إدارة شؤون السكان المحليين في إفريقيا الغربية الفرنسية (AOF).
شارك في إدراة صحيفة La Presse coloniale حتى عام 1915. خلال عامي 1914 و1916 كان مديراً مساعداً في مكتب وكيل الدولة للفنون الجميلة.
ثم مديراً مساعداً في مكتب وزير المستعمرات خلال عامي 1916 و1917. وبعدها مفوضاً مساعداً في غرب أفريقيا عام 1918.
توجه بمهمة رسمية إلى أثوبيا عام 1922. عمل على تنظيم زيارة تافاري ماكونين لفرنسا، تافاري أصبح فيما بعد الإمبراطور هيلا سيلاسي الأول.
أصبح بييرـ أليب مندوباً في باريس للمفوضية العليا الفرنسية في سوريا ولبنان. كما شغل مؤقتاً منصب حاكم دولة سوريا من 9 شباط إلى 28 نيسان 1926.
عُين في المجلس الأعلى للمستعمرات. وبعدها مديراً لمكتب وزير العمل والرعاية الصحية عام 1933. خلال الفترة 15 حزيران 1937 و30 أيار 1938 كان حاكماً لأرض الصومال الفرنسي. ثم حاكماً لغوادلوب من 29 تشرين الأول 1938 إلى 21 شباط 1940.

### عمله في وزارة الداخلية الفرنسية
في شباط 1940 استدعاه وزير الداخلية، الذي كان سابقاً وزيراً للمستعمرات، وعينه مديراً لمنطقة شارونت ماريتيم في غرب فرنسا. خلال فترة إدارته أشتهر بييرـ أليب بمعاداته للشيوعية. بقرار من وزير داخلية حكومة فيشي تم تكليفه بإدارة منطقة جيروند من آب 1942 إلى أيار 1942.
كان بييرـ أليب من أنصار الجنرال بيتان، لذا نفذ بدقة كل تعليمات حكومة فيشي وسياستها، حيث أكثر من الاعتقالات وخصوصاً للغجر والشيوعيين والنقابيين ومعادي حكومة فيشي.
هرب بييرـ أليب في نهاية الحرب العالمية الثانية. صدر عليه حكم غيابي بالإعدام بتهمة إفشاء معلومات استخباراتية لدولة أجنبية. فيما بعد سلم نفسه للنيابة العسكرية، وتمت تبرأته من قبل المحكمة العسكرية في باريس بتاريخ 20 شباط 1955.

## مؤلفاته
- La provocation allemande aux colonies, Berger-Levrault,1915
- L’Éthiopie et les convoitises allemandes: la politique anglo-franco-italienne, Berger-Levrault, 1917
- Préface de La Syrie et la France, de Paul Roederer, Berger-Levrault, 1917,
- Sous la couronne de Salomon: L'empire des négus, de la reine de Saba à la Société des nations, Plon

1935 (1ère édition : 1925)